# 科克·罗斯伯格
凯约·埃里克·「科克」·罗斯伯格（芬蘭語：Keijo Erik "Keke" Rosberg，1948年12月6日—），芬蘭赛车手，一屆一級方程式世界車手冠軍。他與他的兒子尼科·罗斯伯格是一級方程式史上第二對父子檔的世界冠軍。
他曾在1978至1986年间参加一级方程式赛车，并在1982年代表威廉姆斯车队获得了总冠軍。他在九个赛季中共获过5次分站冠軍。